# Израильская агора

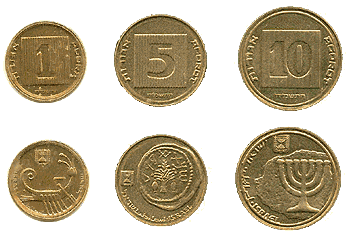
Монеты достоинством 1, 5 и 10 агор

Агора, иногда аго́р или агоро́т (ивр. אגורה‎, мн.ч. אגורות‎; транскр. агора, мн. ч. агорот) — израильская разменная денежная единица. Название монеты позаимствовано из Танаха. Агора использовалась с 1960 года как 1⁄100 израильского фунта, с 22 февраля 1980 года под названием «новая агора» — как 1⁄100 шекеля («старого шекеля»), с 4 сентября 1985 года по сей день — как 1⁄100 нового шекеля. На русском языке существуют разные варианты написания названия агоры как в единственном, так и во множественном числе. Монета в 10 агор стала предметом теории заговора.

## Происхождение названия
Название для монеты позаимствовано из Танаха (1Цар. 2:36), где используется выражение ивр. אגורת כסף‎ (транскр. агорат кесеф, букв. «агора серебра»). Раши и другие средневековые комментаторы Танаха отождествляли агору с герой (равнявшейся 1⁄20 древнего шекеля); этого мнения придерживается и ряд современных исследователей. Другие считают, что это самостоятельная мелкая денежная единица (возможно, даже монета), чья ценность остаётся невыясненной, возможно, подходящая для оплаты одного дня наёмной работы. Эта версия следует из возможного происхождения слова «агора» от аккадского глагола `gr («нанимать, получать, собирать») и контекста употребления термина в Танахе.

## История обращения
Агора была введена в обращение в 1960 году, когда израильское правительство решило изменить разменные денежные единицы, на которые делился израильский фунт (ивр. לירה‎, транскр. лира), с 1000 прут на 100 агор в связи с обесцениванием национальной валюты. На аверсах монет были следующие изображения: 1 агора — 3 ячменных колоса; 5 агор — 3 граната; 10 агор — пальма с двумя гроздьми фиников; 25 агор — лира.

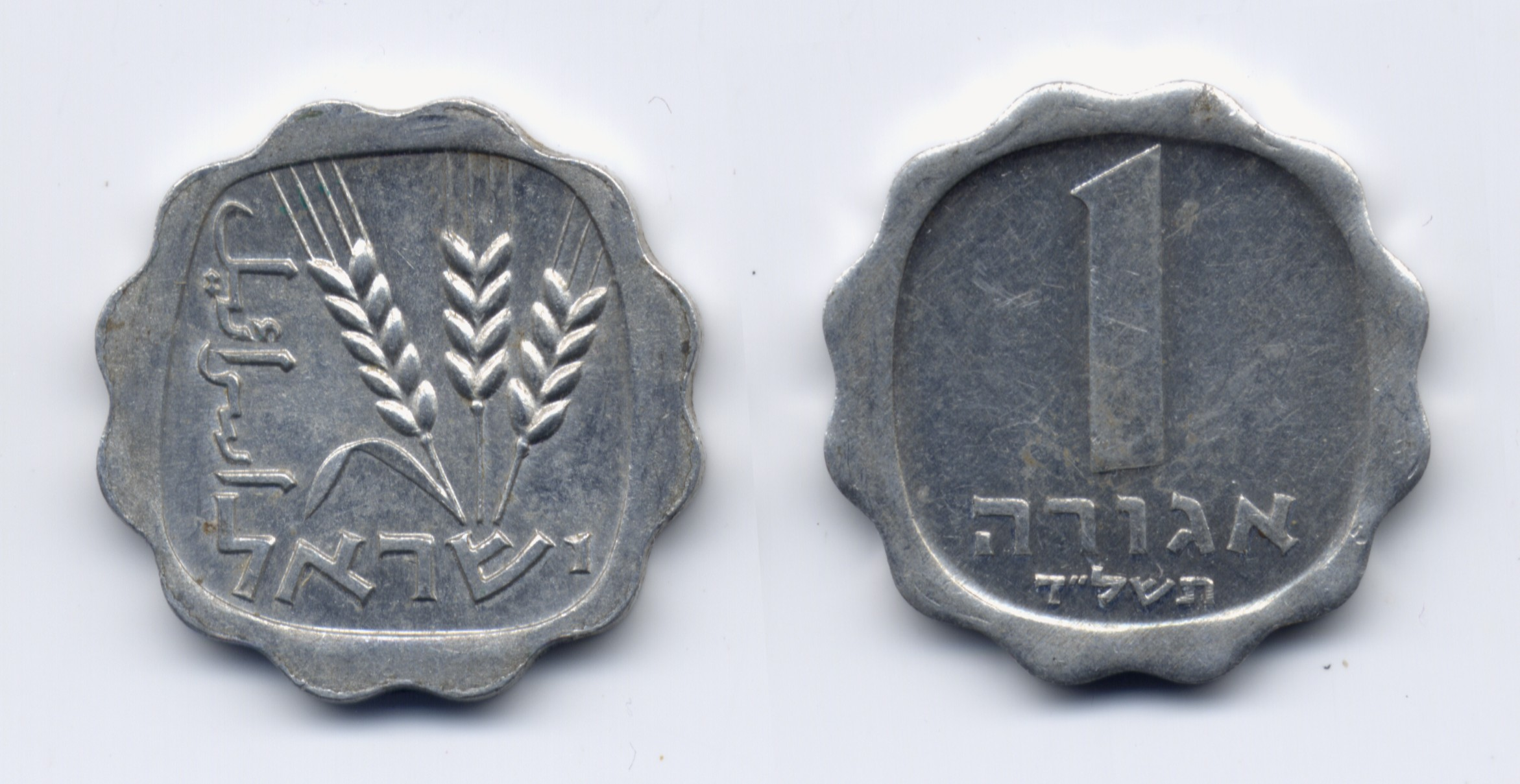
Израильская монета в 1 агору 1960 года

С введением 24 февраля 1980 года в обращение шекеля вместо фунта была выпущена серия новых монет. Одна новая агора равнялась по стоимости десяти старым. Аверс новых монет номиналом в 1, 5 и 10 агор был идентичен аверсам монет того же номинала в предыдущей серии. В связи с секретностью, в которой проходила подготовка к введению в обращение монет новой серии, реверс новых монет был разработан Отделом денежного снабжения Банка Израиля путём объединения элементов из предыдущих выпусков, чтобы не поручать эту работу графическому дизайнеру.
С заменой 4 сентября 1985 года шекеля новым шекелем (равным 1000 старых шекелей), наряду с банкнотами, была введена в обращение новая серия монет. При этом три монеты наименьшего номинала (1, 5, 10 агор) получили в ней тот же аверс, что и их аналоги в предыдущей серии, в то время как для монеты в 50 агор (полшекеля) использовался новый дизайн, разработанный Габи Нойманом. Изображение, использовавшееся с 2 мая 1984 года на израильской монете в 100 шекелей, при тысячекратной деноминации перешло на монету в 10 агор.
24 февраля 1991 года было принято решение о выведении из обращения монеты номиналом в 1 агору. 1 января 2008 года было также принято решение о выведении из обращения и монеты номиналом в 5 агор.
28 декабря 2022 года, по рекомендации Академии языка иврит, было объявлено о замене монет в 10 и 50 агор. На монету в 10 агор было решено добавить надпись на арабском языке «агорот», а на монету в 50 агор (полшекеля) — надпись на арабском языке «новый шекель».

## Варианты написания на русском языке
Существует несколько вариантов написания наименования разменной денежной единицы Израиля на русском языке как в единственном числе, так и во множественном. В частности, в качестве формы именительного падежа единственного числа встречаются варианты: «агор», «агора», «агорот». Форма множественного числа в явном виде не приводится ни одним словарём, но используется в теле словарных статей. Ниже представлены некоторые характерные примеры:
| Источник                            | Цитата                                                                               |                    |                    |                    |                    |                    |                    |                    |                    |                    |
| Единственное число                  | Единственное число                                                                   | Единственное число | Единственное число | Единственное число | Единственное число | Единственное число | Единственное число | Единственное число | Единственное число | Единственное число |
| ----------------------------------- | ------------------------------------------------------------------------------------ | ------------------ | ------------------ | ------------------ | ------------------ | ------------------ | ------------------ | ------------------ | ------------------ | ------------------ |
| Русский орфографический словарь РАН | аго́р, -а (монета); агоро́т, -а (монета)                                               |                    |                    |                    |                    |                    |                    |                    |                    |                    |
| Словарь нумизмата                   | АГОРА с 1960 г. — наименьшая монетная единица Государства Израиль                    |                    |                    |                    |                    |                    |                    |                    |                    |                    |
| Большая советская энциклопедия      | Агорот, разменная монета Израиля, равна 1⁄100 израильского фунта                     |                    |                    |                    |                    |                    |                    |                    |                    |                    |
| Множественное число                 |                                                                                      |                    |                    |                    |                    |                    |                    |                    |                    |                    |
| Большая советская энциклопедия      | Израильский фунт = 100 агорам                                                        |                    |                    |                    |                    |                    |                    |                    |                    |                    |
| Нумизматический словарь             | …израильский фунт равен 100 агорам… В обращении имеются монеты в 25, 10, 5 и 1 агору |                    |                    |                    |                    |                    |                    |                    |                    |                    |
| Современный экономический словарь   | ШЕКЕЛЬ… денежная единица Израиля, делится на 100 агорот                              |                    |                    |                    |                    |                    |                    |                    |                    |                    |
| Монеты стран Азии и Африки          | 5 агор… 10 агор… 25 агор                                                             |                    |                    |                    |                    |                    |                    |                    |                    |                    |
| Большая российская энциклопедия     | 1 новый израильский шекель равен 100 агорам                                          |                    |                    |                    |                    |                    |                    |                    |                    |                    |

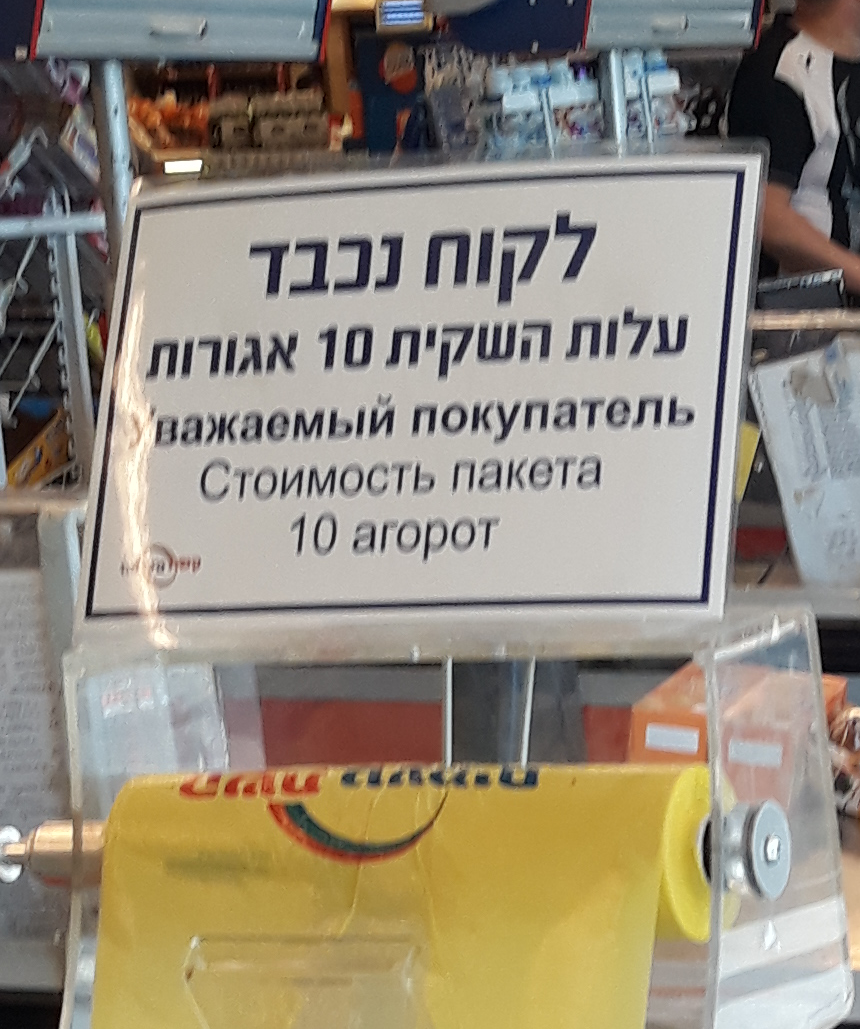
Форма «агорот» на русском языке на табличке в супермаркете в Израиле

В иврите форма множественного числа слова «агора» — אגורות («агорот»), она отчеканена на монетах, в том числе латиницей — AGOROT. Эта форма используется в качестве множественного числа, в том числе при числительном («десять агорот»), в русскоязычной среде Израиля. По мнению старшего преподавателя кафедра еврейской культуры Санкт-Петербургского государственного университета Ильи Шпирко, слово «агорот» является примером влияния разговорной речи русскоязычных израильтян на его использование в российских письменных источниках. Слова такого рода «из-за своих окончаний расцениваются в русском языке как единственное число мужского рода и, соответственно, образуют формы множественного числа с добавлением окончания -ы» (то есть в случае с израильской денежной единицей — агороты). Как результат, «в российских газетах, публикующих кроссворды и сканворды, можно довольно часто встретить вопрос о разменной монете Израиля, когда правильным ответом является слово агорот, предполагающее, что это существительное в единственном числе, видимо, к тому же, мужского рода». Профессор Еврейского университета в Иерусалиме Вольф Москович отмечает и другую тенденцию: в текстах, издаваемых на русском языке в Израиле, заимствованные из иврита существительные женского рода на -а и -я во множественном числе, приобретая окончание -от, как правило, не склоняются.

## Теория заговора о монете в 10 агор

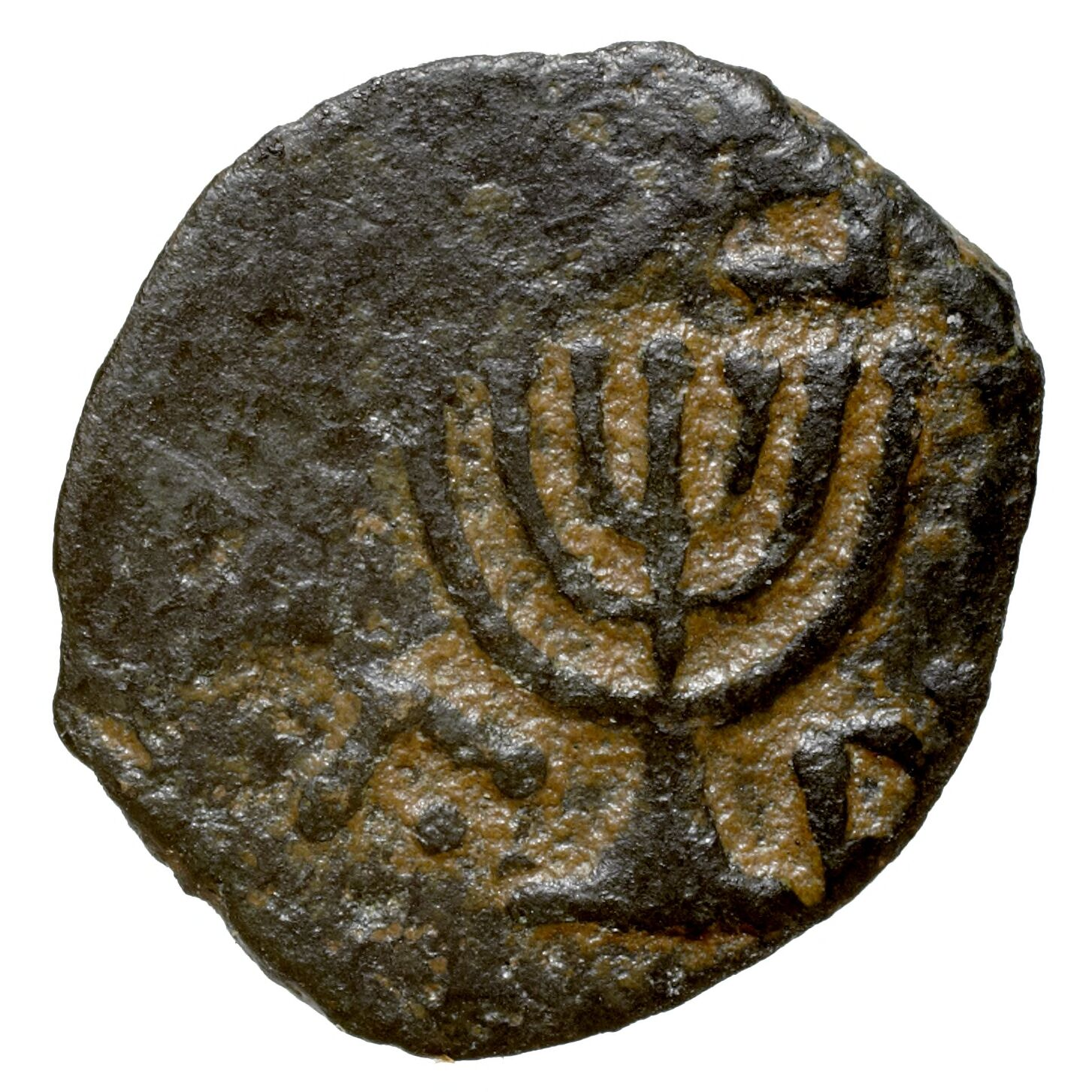
Монета царя Иудеи Антигона II

В 1989 году географ Гвин Роули выпустил статью, содержавшую иллюстрацию с подписью «размеры территории Израиля согласно <…> израильской монете в 10 агор». В этой статье Роули заявил, что монету можно считать «одним из возможных признаков более широких территориальных амбиций Израиля», утверждая, что на монете «изображена карта, по-видимому, изображающая территорию, которая могла бы простираться и охватывать современные Амман, Бейрут, Багдад, Дамаск и северные части Саудовской Аравии».
В 1990 году на заседании Совета Безопасности ООН Ясир Арафат, лидер Организации освобождения Палестины (ООП) и партии ФАТХ, ссылаясь на статью Роули, заявил, что на аверсе израильской монеты в 10 агор изображена карта «Великого Израиля» (от Средиземного моря до Месопотамии и от Красного моря до Евфрата). Впоследствии он неоднократно повторял это заявление, заявляя, что монета является «вопиющей демонстрацией сионистских устремлений». При этом он ссылался на статью Роули.
Данные заявления были опровергнуты специалистами. Географ Саймон Беркович отметил, что изображение представляет собой менору на фоне камня, воспроизводя древнюю монету царя Антигона II — первый известный пример меноры в еврейском искусстве. Куратор Банка Израиля Рахель Баркай и археолог Дан Бараг подтвердили, что современное изображение повторяет очертания этой древней монеты, не относящиеся к контурам границ. Сам Роули впоследствии признал, что не уверен в своей гипотезе, но предположил возможность преднамеренной деформации древней монеты, что Беркович охарактеризовал как спекулятивный и ненаучный подход.
Несмотря на опровержения, утверждения Арафата продолжают использоваться в политических заявлениях ФАТХ.

### На русском языке
- Амусин И. Д. Денежно-весовая система обращения в Древней Палестине в первой половине 1-го тысячелетия до н. э.. — Труды V Международного конгресса по экономической истории (Ленинград, 1970). — Л., 1970.
- Большая советская энциклопедия : [в 30 т.] / гл. ред.  А. М. Прохоров. — 3-е изд. — М. : Советская энциклопедия, 1969—1978.
- Мошнягин Д.И., Жук А.Б. Монеты стран зарубежной Азии и Африки XIX—XX века. — М.: Наука, 1967. — 247 с. — 12 000 экз.
- Нумизматический словарь / [Автор: Зварич В. В.]. — 4-е изд.. — Львов: Высшая школа, 1980.
- Русский орфографический словарь: около 180 000 слов / Российская академия наук. Институт русского языка им. В.В. Виноградова / [Авторы: Иванова О.Е., Лопатин В. В. (отв. ред.), Нечаева И.В., Чельцова Л. К.]. — 2-е изд., испр. и доп. / [Электронная версия словаря НТЦ «Информрегистр»]. — М., 2004. — «Яндекс.Словари»
- Словарь нумизмата / [Авторы: Фенглер Х., Гироу Г., Унгер В.] / Пер. с нем. М. Г. Арсеньевой / Отв. ред. В. М. Потин. — 2-е изд., перераб. и доп.. — М.: Радио и связь, 1993. — ISBN 5-256-00317-8.
- Современный экономический словарь / [Авторы: Райзберг Б. А., Лозовский Л. Ш., Стародубцева Е. Б.]. — 5-е изд., перераб. и доп.. — М.: ИНФРА-М, 2006.
- Тупчиенко, В. А. Сравнительный анализ денежных и весовых единиц Ветхого Завета // Прикладные экономические исследования. — 2017. — № 6 (22).

### На английском языке
- Arkin, Yigal. Banknotes and Coins of Israel 1927–2006 (англ.). — Bank of Israel, 2006.
- Berkowicz, S. M. Developing Perspectives upon the Areal Extent of Israel: A Reply (англ.) // GeoJournal[англ.]. — 1991. — March (vol. 23, no. 3). — P. 187–196.
- Gould, Jean and Maurice M. The Story of Israel in Coins (англ.). — Wilshire Book Company, 1971. — ISBN 978-0879801502.
- Pipes, Daniel. The Hidden Hand: Middle East Fears of Conspiracy (англ.). — St Martin's Press, 1998. — 404 p. — ISBN 978-0312176884.
- Pipes, Daniel. Imperial Israel: The Nile-to-Euphrates Calumny (англ.) // Middle East Quarterly. — 1994. — March.
- Rowley, Gwyn. Developing Perspectives upon the Areal Extent of Israel: An Outline Evaluation (англ.) // GeoJournal[англ.]. — 1989. — September (vol. 19, no. 2). — P. 99–111.
- Rubin, Barry[англ.]; Rubin, Judith Colp. Yasir Arafat: A Political Biography (англ.). — Oxford University Press, 2005. — 392 p. — ISBN 978-0-19-516689-7.
- The Free Dictionary. — Farlex, 2011.